# Кассим Ахмад
Кассим Ахмад (малайск. Kassim Ahmad; 9 сентября 1933, Букит-Пинанг, Кота-Стар — 10 октября 2017, Кулим, Кедах) — малайский политический деятель, поэт и переводчик, эссеист. Публикатор героического эпоса «Повесть о Ханг Туахе» на малайском языке.

## Краткая биография
Родился в семье учителя религии. Был старшим из трёх детей. Предки отца происходят из Паданга (Суматра), а матери — из Таиланда. В 1959 году окончил Университет Малайя (в Сингапуре), работал в  Совете по языку и литературе (1959—1962), в Школе восточных и азиатских исследований (School of Oriental and African Studies) Лондонского университета (1963—1966), затем в средней школе им. Абдуллаха Мунши в Пинанге, одновременно занимался переводом и писал статьи для газет и журналов. Его диссертация и статьи с новой интерпретацией образа героя эпоса Повесть о Ханг Туахе, вызвали бурную дискуссию среди интеллигенции. В 1969 году уволен из школы «за пропаганду социалистических идей».

## Политическая деятельность
Политическую деятельность начал ещё будучи студентом, принимая участие в деятельности университетского социалистического клуба. В 1960—1984 — член Народной партии Малайи (в 1968 году переименована в Народно-социалистическую партию Малайи), в том числе с 1968 года её председатель. В 1976 году был арестован на основании Закона о внутренней безопасности, провёл в заточении 5 лет. Выход из НПМ мотивировал разочарованием в марксизме, который, по его словам «ограничивает личную свободу». В 1986 году вступил в Объединённую малайскую национальную организацию (ОМНО), но в 1992 вышел из неё и вообще оставил политику. В 2008—2013 гг. являлся членом парламента от Партии народной справедливости. 
Эволюционировал от приверженца социалистических идей к идеям правоверности мусульманства. Свой жизненный путь описал в книге «В поисках обратного пути от социализма к исламу» (2008). Его книги с трактовкой хадисов: «Переосмысление хадисов» (Hadis Satu Penilaian Semula) и «Хадисы: Ответ критикам» (Hadis: Jawapan kepada Pengkritik) запрещены в стране. Более того, в 2014 году шариатный суд предъявил ему обвинения в «оскорблении Ислама». В 2015 году Апелляционный суд, а в 2016 и Федеральный суд признали обвинения шариатного суда беспочвенными, после чего последний вынужден был снять все обвинения против Кассима Ахмада

## Поэтическое творчество
Как поэт зарекомендовал себя рано, опубликовав в 1960-х годах ряд стихов в коллективных сборниках, получивших высокую оченку критики. В этих же сборниках публиковал свои стихи первый поэт Малайзии Усман Аванг. Стихотворение Кассима Ахмада «Собрание духов», в котором есть строчка о том, что «Бога больше нет», вызвало у читающей публики шок. В 1985 году вышла в свет его собственная антология «Засуха в долине». Председатель Коранического общества Малайзии (1993).
В последние годы писал публицистические статьи о положении в стране, которые размещал в своём блоге.

## Награды
- Почётный доктор Национального университета Малайзии (1985)
- Лауреат премии писательской организации ГАПЕНА (1987)
- Премия Заабы (2016)

## Переводы на русский
- Кассим Ахмад. A Common Story. — Современная малайзийская новелла. Составители В. Сигаев и Б. Парникель. Предисл. Б. Парникеля. М.: Прогресс, 1977.
- Кассим Ахмад. Диалог. Собрание духов. Перевод Марины Елисеевой и Виктора Погадаева. — Ручей. Традиционная и современная малайская поэзия. Составление и предисл. Б. Парникеля. М.: Красная гора, 1996.
- Кассим Ахмад. Диалог. Море. — Покорять вышину. Стихи поэтов Малайзии и Индонезии в переводах Виктора Погадаева. М.: Ключ-С, 2009.

## Семья
- Жена Shariffah Fawziah Syed Yussoff Alsagoff
- Две дочери и сын Ahmad Shauqi
- 11 внуков